# Stray Bullets
Stray Bullets è una serie a fumetti pubblicata negli Stati Uniti d'America da El Capitan Books e realizzata da David Lapham, proprietario e direttore della casa editrice. La serie esordì nel 1995 e continua a essere pubblicata con periodicità irregolare. L'autore grazie a questa serie vinse l'Eisner Award come "miglior autore completo" nel 1996.

## Storia editoriale
La serie venne pubblicata dal 1995 al 2005. I singoli albi sono stati raccolti in volume antologici sia in brossura che con copertina cartonata.
Nel 2009 è stata pubblicata una nuova storia di dieci pagine intitolata Stray Bullets: Open the Goddamn Box sulla testata Black: A Collection of Crime Comics, un volume antologico pubblicato dalla Dark Horse Comics.
Nel marzo 2014 la Image Comics ha pubblicato una nuova storia con la chiusura del ciclo sui personaggi di HiJinks e Derring-Do e il contemporaneo inizio di uno nuovo intitolato Killers. Un'edizione tascabile in edizione limitata (The Uber Alles Edition) che raccoglie tutti i quarantuno numeri della serie originale è stata anche pubblicata da Image Comics. La serie Killers è stata pubblicata per 8 numeri nel 2014 e poi, dopo una pausa, Lapham è tornato all'inizio del 2015 con la storia Stray Bullets: Sunshine & Roses. Lapham progetta di continuare a pubblicare Stray Bullets in questo modo su Image, con ogni arco trattato come una miniserie.

### Edizione in lingua italiana
La serie è stata parzialmente tradotta in lingua italiana, conservando il titolo originale, dalla Magic Press che la pubblicò dapprima mensilmente sulla serie antologica Il Corvo Presenta e, successivamente, ristampò il primo ciclo di storie (numeri 1-7) in un volume simile all'edizione cartonata messa in commercio in U.S.A. Successivamente i diritti sono passati alla Panini Comics, che ha optato per due cartonati di dimensioni ridotte rispetto a quello della Magic Press (Fortuna che ho lei, che ha ristampato i numeri 8-12, già visti su Il Corvo Presenta e Sex & Violence che, oltre a ristampare il n. 17, ultimo numero visto su Il Corvo Presenta, ha pubblicato gli inediti numeri 18-20).
A partire dal 2020 Editoriale Cosmo ha iniziato la pubblicazione integrale della serie originale, a cadenza trimestrale, in formato brossurato da libreria/fumetteria. La collana riprende la suddivisione in volumi dell'edizione più recente della Image Comics.

## Trama
Narra spesso di criminali e delle tragiche disavventure di un ampio cast di personaggi, che si alternano fra loro in un intricato intreccio che va a ricomporsi in un tassello alla volta, e si complica mano a mano che si sviluppano gli episodi, ambientati tra l'inizio degli anni ottanta e la metà degli anni novanta. Il titolo stesso è un riferimento alle vicende un po' vagabonde, oltre che sfortunate dei vari protagonisti, che vagano in giro come pallottole sparate per sbaglio, senza una meta e uno scopo precisi ma comunque pericolosi per sé e gli altri. Ogni albo è a sé stante e narra un momento nella vita di un personaggio, in un preciso periodo, non è affatto scontato che l'albo successivo narri l'evoluzione o le conseguenze di quanto accaduto nel numero prima.

## Premi e riconoscimenti
Il primo dei volumi antologici della serie, Innocence of Nihilism, vinse nel 1997 l'Eisner Award come miglior volume di ristampe. La serie ha ricevuto numerose altre candidature a vari premi. Lo stesso Lapham è stato insignito del premio Eisner come "miglior autore completo" (scrittore e disegnatore) nel 1996, per la sua opera su Stray Bullets.